# فهرست بلندترین هتل‌ها در ایران
فهرست هتل‌های بلند ایران به ترتیب ارتفاع 

## فهرست
| رتبه | نام سازه             | مکان      | ارتفاع (متر) | تعداد طبقات | تصویر |
| ---- | -------------------- | --------- | ------------ | ----------- | ----- |
| ۱    | هتل پدیده شاندیز     | مشهد      | ۲۵۰          | ۵۲          |       |
| ۲    | هتل پدیده کیش        | کیش       | ۲۵۰          | ۵۷          |       |
| ۳    | هتل فرشته پاسارگاد   | تهران     | ۲۳۰          | ۵۷          |       |
| ۴    | هتل فارس             | شیراز     | ۱۵۰          | ۳۰          |       |
| ۵    | متل قو               | سلمان شهر | ۱۵۰          | ۳۵          |       |
| ۶    | هتل پرستیژ سیتی سنتر | اصفهان    | ۱۳۰          | ۲۹          |       |
| ۷    | هتل چمران شیراز      | َشیراز     | ۱۱۰          | ۳۰          |       |
| ۸    | هتل الماس ۲          | مشهد      | ۹۰           | ۲۵          |       |
| ۹    | هتل نرگس رضوی ۲      | مشهد      | ۹۰           | ۲۲          |       |
| ۱۰   | هتل پارسیان آزادی    | تهران     | ۹۰           | ۲۵          |       |
| ۱۱   | هتل درویشی           | مشهد      | ۸۰           | ۲۲          |       |
| ۱۲   | هتل قصر طلایی        | مشهد      | ۷۵           | ۲۰          |       |
| ۱۳   | هتل روتانا           | مشهد      | ۷۰           | ۲۳          |       |
| ۱۴   | هتل سی نور           | مشهد      | ۷۰           | ۲۰          |       |
| ۱۵   | هتل کایا لاله پارک   | تبریز     | ۶۷           | ۱۸          |       |
| ۱۶   | هتل پارس ایل‌گلی      | تبریز     | ۶۳           | ۱۷          |       |